# Anevo, Plovdiv
Anevo (în bulgară Анево) este un sat în comuna Sopot, regiunea Plovdiv,  Bulgaria. 

## Demografie
Componența etnică a satului Anevo
     Bulgari (65,98%)
     Romi (3,91%)
     Turci (15,84%)
     Nicio identificare (14,25%)
La recensământul din 2011, populația satului Anevo era de 1.073 locuitori. Din punct de vedere etnic, majoritatea locuitorilor (65,98%) erau bulgari, existând și minorități de turci (15,84%) și romi (3,91%). Pentru 14,25% din locuitori nu este cunoscută apartenența etnică.